# ميدلي بيل
ميدلي بيل (بالإنجليزية: Bill Medley)‏ (و. 1940  م) هو مغني، ومغن مؤلف أمريكي، ولد في لوس أنجلوس.

## وصلات خارجية
- ميدلي بيل على موقع IMDb (الإنجليزية)
- ميدلي بيل على موقع ميوزك برينز (الإنجليزية)
- ميدلي بيل على موقع إن إن دي بي (الإنجليزية)
- ميدلي بيل على موقع أول ميوزيك (الإنجليزية)
- ميدلي بيل على موقع ديسكوغز (الإنجليزية)
- ميدلي بيل على موقع قاعدة بيانات الفيلم (الإنجليزية)

- ميدلي بيل في قاعدة بيانات الأفلام على الإنترنت